# Moeja-Koeandalaagte
De Moeja-Koeandalaagte (Russisch: Муйско-Куандинская впадина; Moejsko-Koeandinskaja vpadina of Муйско-Куандинская котловина; Moejsko-Koeandinskaja kotlovina) is een laagte in het noorden van de Transbaikal, op het grondgebied van de Russische autonome republiek Boerjatië en de kraj Transbaikal, in het zuiden van Siberië.

## Geografie
Het laagland vormt onderdeel van het Stanovojplateau en ligt tussen het Noord- en Zuid-Moejagebergte. Aan noordoostzijde wordt het begrensd door de bergketen Kodar. Het omvat de moerassige riviervlaktes van de Vitim en haar zijrivieren Moeja en Koeanda. De lengte bedraagt 130 kilometer bij een maximale breedte van 50 kilometer. De hoogte boven zeeniveau varieert tussen de 450 en 700 meter.
De laagvlakte is gevuld met een dikke zanderige tot zandlemige sedimentlaag van rivieren en meren, die overdekt zijn met rivierweiden, moerassen en meervalleien en her en der een paar plukken taiga. In de lagere delen liggen een groot aantal meren die hun oorsprong hebben in glaciale of thermokarstprocessen of oude rivierbeddingen. Er liggen een aantal heuvels die begroeid zijn met dennen en lariksen.
De Moeja-Koeandalaagte werd gevormd tijdens het Neogeen en de vorming loopt door tot op heden. Het vormt onderdeel van de Baikal Rift en ligt als zodanig in een gebied met sterke seismische activiteit. In 1958 vond er een krachtige aardbeving plaats.
Langs de zuidelijke rand lopen de Spoorlijn Baikal-Amoer (BAM) en de bijbehorende BAM-autoweg. In de laagte liggen een aantal plaatsen, waaronder Taksimo, Oest-Moeja en Koeanda.